# Gazipaşa
Gazipaşa è una città della Turchia, centro dell'omonimo distretto della provincia di Adalia.
Gazipaşa si trova sulla costa del Mediterraneo a 180 km ad est della città di Adalia.
Il vecchio nome di Gazipaşa fu Selinus (in italiano Selinunte), che diventò Selinti nel primo periodo turco.
In questa località morì l'Imperatore Traiano nel 117, mentre era di ritorno dalla sua campagna militare contro i Parti.